# Black Ball Squash Open
Black Ball Squash Open est un tournoi de squash qui se tient au Caire. Il fait partie du PSA World Tour. Le premier tournoi se déroule en 2018 sur le format PSA Platinum. Le tournoi est sponsorisé par la banque égyptienne CIB.

## Palmarès

### Hommes
| Année | Champion            | Finaliste          | Score                                 |
| ----- | ------------------- | ------------------ | ------------------------------------- |
| 2024  | Mostafa Asal        | Ali Farag          | 12-10, 11-5, 7-11, 11-8 (56 min)      |
| 2023  | Mohamed El Shorbagy | Tarek Momen        | 4-12, 11-8, 11-7 (41 min)             |
| 2021  | Paul Coll           | Ali Farag          | 11-7, 11-5, 13-11 (62 min)            |
| 2021  | Marwan El Shorbagy  | Fares Dessouky     | 11-7,11-9, 7-11, 14-12 (72 min),      |
| 2020  | Fares Dessouky      | Ali Farag          | 5-11, 8-11, 11-7, 11-8, 11-8 (73 min) |
| 2019  | Pas de compétition  | Pas de compétition | Pas de compétition                    |
| 2018  | Karim Abdel Gawad   | Ali Farag          | 11-6, 14-12, 7-11, 11-8 (62 min)      |

### Femmes
| Année | Championne        | Finaliste        | Score                                   |
| ----- | ----------------- | ---------------- | --------------------------------------- |
| 2024  | Nouran Gohar      | Olivia Weaver    | 11-7, 11-5, 11-7 (38 min)               |
| 2023  | Nouran Gohar      | Hania El Hammamy | 11-9, 8-11, 12-10, 11-5 (76 min)        |
| 2022  | Nouran Gohar      | Nour El Sherbini | 17-15, 11-8,, rtd (33 min)              |
| 2021  | Nour El Sherbini  | Hania El Hammamy | 11-7, 9-11, 11-1, 11-7 (48 min)         |
| 2021  | Nour El Sherbini  | Amanda Sobhy     | 13-11, 11-5, 6-11, 11-7 (42 min)        |
| 2020  | Sarah-Jane Perry  | Hania El Hammamy | 4-11, 9-11, 11-9, 12-10, 11-9 (75 min)  |
| 2020  | Hania El Hammamy  | Nour El Sherbini | 11-6, 9-11, 12-10, 8-11, 13-11 (71 min) |
| 2019  | Raneem El Weleily | Nour El Sherbini | 9-11, 11-2, 6-11, 11-1, 11-5 (53 min)   |